# Спешълс
„Спешълс“ (на английски: The Specials – „Специалните“), е британска ска и пост-пънк група, основана през 1977 година в Ковънтри, Англия.

## Състав
- Тери Хол (Terry Hall) – вокали
- Линвал Голдинг (Lynval Golding) – вокали, ритъм китара
- Невил Стейпълс (Neville Staples) – вокали, перкусии
- Джери Дамърс (Jerry Dammers) – клавишни
- Роди Радиейшън (букв. Роди Радиацията, Roddy Radiation) – китара
- Сър Хорас Джентълмен (Sir Horace Gentleman) – бас
- Джон Бредбъри (John Bradbury) – ударни
- Рико Родригес (Rico Rodriguez) – тромбон
- Дик Кътхел (Dick Cuthell) – тромпет

## Дискография
- Specials (1979)
- More Specials (1980)
- In the Studio (1984)
- Today's Specials (1996)
- Guilty 'Til Proved Innocent! (1998)
- Skinhead Girl (2000)
- Conquering Ruler (2001)

## Сингли
- „Gangsters“ (1979)
- „A Message To You Rudy“ (1979)
- „The Special A.K.A. Live!“ – („Too Much Too Young“/"Guns Of Navarone"/"Long Shot Kick De Bucket"/"Liquidator"/"Skinhead Moonstomp") (1980)
- „Rat Race“ (1980)
- „Stereotype“ (1980)
- „Do Nothing“ (1980)
- „Ghost Town“ (1981)
- „Hypocrite“ (1996)
- „Pressure Drop“ (1996)

## Компилации
- The Singles Collection (1991)
- Coventry Automatics Aka the Specials: Dawning of a New Era (1994)
- Too Much Too Young: The Gold Collection (1996)
- Concrete Jungle (1998)
- Best of The Specials (1999)
- Very Best of the Specials and Fun Boy Three (2000)
- Ghost Town (2004)
- Stereo-Typical: A's, B's and Rarities (2005)
- Greatest Hits (2006)